# Richard le Gras
Richard le Gras (... – Guascogna, 9 dicembre 1242) è stato un abate e politico inglese.
Fu Lord cancelliere d'Inghilterra e Abate di Evesham.

## Biografia
Richard fu priore del Priorato di Hurley prima della sua elezione ad abate avvenuta il 25 settembre 1236. Fu consacrato dal Vescovo di Coventry il 30 novembre 1236 e si insediò il 6 dicembre 1236.
Richard fu Lord cancelliere e Lord custode dal 1240 al 1242.
Richard fu eletto Vescovo di Coventry nel 1241, ma non si insediò mai, o perché non accettò l'incarico o perché morì prima che la contestazione sull'elezione fosse risolta.
Morì in Guascogna il 9 dicembre 1242.